# 米爾巴赫河 (洪茨巴赫河支流)
50°2′45.6″N 12°18′57.6″E / 50.046000°N 12.316000°E

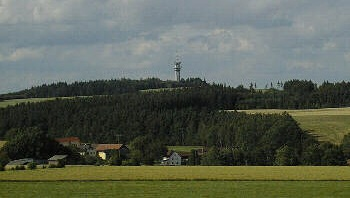

米爾巴赫河是德國的河流，位於該國東南部，由巴伐利亞負責管轄，屬於洪茨巴赫河的支流，河道全長3.3公里，流經菲希特爾山脈。